# Glochidion sphaerogynum
Glochidion sphaerogynum là một loài thực vật có hoa trong họ Diệp hạ châu. Loài này được (Müll.Arg.) Kurz mô tả khoa học đầu tiên năm 1877.